# 堀曜宏
堀 曜宏（ほり あきひろ、1991年8月24日 - ）は、日本の声優、舞台俳優。福岡県出身。アクロスエンタテインメント所属。

## 略歴
声優になろうと思ったきっかけの作品は『パイレーツ・オブ・カリビアン』。同作品に感動し声優の世界に入ったという。
福岡県立博多青松高等学校卒業。青二塾東京校33期出身。青二プロダクションを経て、アクロスエンタテインメントに所属。

## 人物
資格・免許として、英検準2級と剣道2段をそれぞれ持つ。趣味として、映画鑑賞、歌唱、ピアノ演奏をそれぞれ挙げている。特技として、子供に絵本を読み聞かせることを挙げている。

## 出演
太字はメインキャラクター。

### テレビアニメ
- ちびまる子ちゃん（2014年、少年）
- 遊☆戯☆王SEVENS（ゴーハ社社員）
- Fairy蘭丸〜あなたの心お助けします〜（2021年、雅楽代寶[4]）
- ぐんまちゃん（2021年 - 2023年、従者C、鏡2、アナウンサー、黒ハニワ） - 2シリーズ[一覧 1]
- ゾン100〜ゾンビになるまでにしたい100のこと〜（2023年、コスギーズF）

### ゲーム
2010年代
- スーパーヒーロージェネレーション（2014年、仮面ライダーフォーゼ）
- 仮面ライダー サモンライド!（2014年、仮面ライダーフォーゼ）
- ロストヒーローズ2（2015年、仮面ライダーフォーゼ）
- 仮面ライダー バトライド・ウォー創生（2016年、仮面ライダーフォーゼ）
- オール仮面ライダー ライダーレボリューション（2016年、仮面ライダーフォーゼ）
- 仮面ライダー シティウォーズ（2017年、仮面ライダーフォーゼ）
- 仮面ライダー クライマックスファイターズ / クライマックススクランブル ジオウ（2017年 - 2018年、仮面ライダーフォーゼ） - 2作品
- 快感♥フレーズ CLIMAX -NEXT GENERATION-（2019年）

2020年代
- ポケモンマスターズEX（2022年、アクア団のしたっぱ〈男〉）

### ドラマCD
- 妖怪アパートの優雅な日常（2014年）
- バロックナイト Voice Of Baroque:天使追憶（2014年）

### ボイスドラマ
- しょうぐん 天晴れェド!（2020年 - ） - 十一代 家斉 役

### ラジオ
- &CAST!!!アワー ラブエール!（2019年 - 2020年、&CAST!!!） - 火曜日レギュラー[6]

### 舞台
- Q商会 旗揚げ公演
  - 第1回公演「ハクジツのモト」（2015年12月5日・6日、新中野ワニズホール）[7]
  - 第3回公演「スリー・ハンドレッド・ミリオン」（2016年8月19日 - 21日、新中野ワニズホール）[8]
  - 第4回公演「ギャンブルウ」（2016年12月2日 - 4日、新中野ワニズホール）[9]
- KENプロデュース25回公演「チューボー」（2016年9月6日 - 13日、シアターシャイン） - チームA[10]
- 「りさ子のガチ恋♡俳優沼」（2019年4月19日 - 29日、新宿シアターモリエール）[11]

## ディスコグラフィ

### キャラクターソング
| 発売日        | 商品名                | 歌                 | 楽曲                        | 備考                                                                  |
| ------------- | --------------------- | ------------------ | --------------------------- | --------------------------------------------------------------------- |
| 2021年4月21日 | 妖しく Get your heart | 5 to HEAVEN        | 「妖しく Get your heart」   | テレビアニメ『Fairy蘭丸〜あなたの心お助けします〜』オープニングテーマ |
| 2021年4月21日 | 妖しく Get your heart | 5 to HEAVEN        | 「MAKE YOU CRAZY」          | テレビアニメ『Fairy蘭丸〜あなたの心お助けします〜』関連曲             |
| 2021年4月21日 | 夭聖哀歌              | 5 to HEAVEN        | 「夭聖哀歌」                | テレビアニメ『Fairy蘭丸〜あなたの心お助けします〜』エンディングテーマ |
| 2021年4月21日 | 夭聖哀歌              | 5 to HEAVEN        | 「Fairy Night, Fairy Love」 | テレビアニメ『Fairy蘭丸〜あなたの心お助けします〜』関連曲             |
| 2021年6月16日 | HEAVENS DOOR          | 雅楽代寶（堀曜宏） | 「愛の勘定」                | テレビアニメ『Fairy蘭丸〜あなたの心お助けします〜』挿入歌             |

### ユニットメンバー
1. ↑  阿以蘭丸（坂田将吾）、歩照瀬焔（田邊幸輔）、清怜うるう（バレッタ裕）、陸岡樹果（草野太一）、雅楽代寶（堀曜宏）

### シリーズ一覧
1. ↑  シーズン1（2021年）、シーズン2（2023年）